# Perieni (okręg Jassy)
Perieni – wieś w Rumunii, w okręgu Jassy, w gminie Probota. W 2011 roku liczyła 1595 mieszkańców.